# César pro nejlepší film z Evropské unie
César pro nejlepší evropský film (César du meilleur film de l'Union européenne) byla jedna z kategorií francouzské filmové ceny César, která se udělovala v letech 2003–2005. V roce 2005 byly ex aequo oceněny dvě filmové produkce. 

## Vítězové a nominovaní
- 2003: Mluv s ní (Hable con ella), Španělsko — režie: Pedro Almodóvar
  - 11′09″01 (11'09"01 – September 11), koprodukce — režie: Claude Lelouch, Ken Loach, Alejandro González Iñárritu
  - Gosford Park, Spojené království — režie: Robert Altman
  - Muž bez minulosti (Mies vailla menneisyyttä), Finsko — režie: Aki Kaurismäki
  - Sladkých šestnáct let (Sweet Sixteen), Spojené království — režie: Ken Loach

- 2004: Good Bye, Lenin!, Německo — režie: Wolfgang Becker
  - La meglio gioventù, Itálie — režie: Marco Tullio Giordana
  - Dogville, Dánsko — režie: Lars von Trier
  - Respiro , Itálie, Francie — režie: Emanuele Crialese
  - Padlé ženy (The Magdalene Sisters), Spojené království, Irsko — režie: Peter Mullan

- 2005: Něžný polibek (Ae Fond Kiss), koprodukce — režie: Ken Loach
- Život je zázrak (Život je čudo), koprodukce — režie: Emir Kusturica
  - Špatná výchova (La mala educación), Španělsko — režie: Pedro Almodóvar
  - Mondovino, koprodukce — režie: Jonathan Nossiter
  - Saraband, Švédsko — režie: Ingmar Bergman